# Tjeuresjaure
Tjeuresjaure är en sjö i Gällivare kommun i Lappland och ingår i Luleälvens huvudavrinningsområde. Sjön har en area på 0,204 kvadratkilometer och ligger 421,1 meter över havet. Tjeuresjaure ligger i Muddus Natura 2000-område.

## Delavrinningsområde
Tjeuresjaure ingår i det delavrinningsområde (743777-169414) som SMHI kallar för Mynnar i Muddusälven. Medelhöjden är 426 meter över havet och ytan är 5,38 kvadratkilometer. Det finns inga avrinningsområden uppströms utan avrinningsområdet är högsta punkten. Vattendraget som avvattnar avrinningsområdet har biflödesordning 3, vilket innebär att vattnet flödar genom totalt 3 vattendrag innan det når havet efter 211 kilometer. Avrinningsområdet består mestadels av skog (19 procent) och sankmarker (76 procent). Avrinningsområdet har 0,27 kvadratkilometer vattenytor vilket ger det en sjöprocent på 5,1 procent.